# Milorad Korać
Milorad Korać (szerbül:Mилорад Kopaћ, Pozsega, 1969. március 10. –) szerb válogatott labdarúgókapus.
A jugoszláv válogatott tagjaként részt vett a 2000-es Európa-bajnokságon.